# ماسیاناکا
ماسیاناکا (به لاتین: Masianaka) یک منطقهٔ مسکونی در ماداگاسکار است که در ونگایندرانو واقع شده‌است. ماسیاناکا ۱۸٬۰۰۰ نفر جمعیت دارد و ۳ متر بالاتر از سطح دریا واقع شده‌است.